# Teter
Teter is een bestuurslaag in het regentschap Boyolali van de provincie Midden-Java, Indonesië. Teter telt 3029 inwoners (volkstelling 2010).